# Plaine de Thessalie
La plaine de Thessalie est la plus grande plaine de Grèce. C'est le grenier de la Grèce.
Entourée de montagnes et traversée par le Pénée, sa longueur est d'environ 80 km et sa largeur d'environ 60 km. Son altitude est d'environ 100 mètres et sur les collines, elle atteint 500 mètres. À l'extrémité nord de la plaine se trouvent les Météores. La plaine a un accès à la mer au niveau du golfe Pagasétique.